# Europawahl in Rumänien 2014
- PSD: 16
- Unabh.: 1
- PNL: 6
- PD-L: 5
- UDMR: 2
- PMP: 2

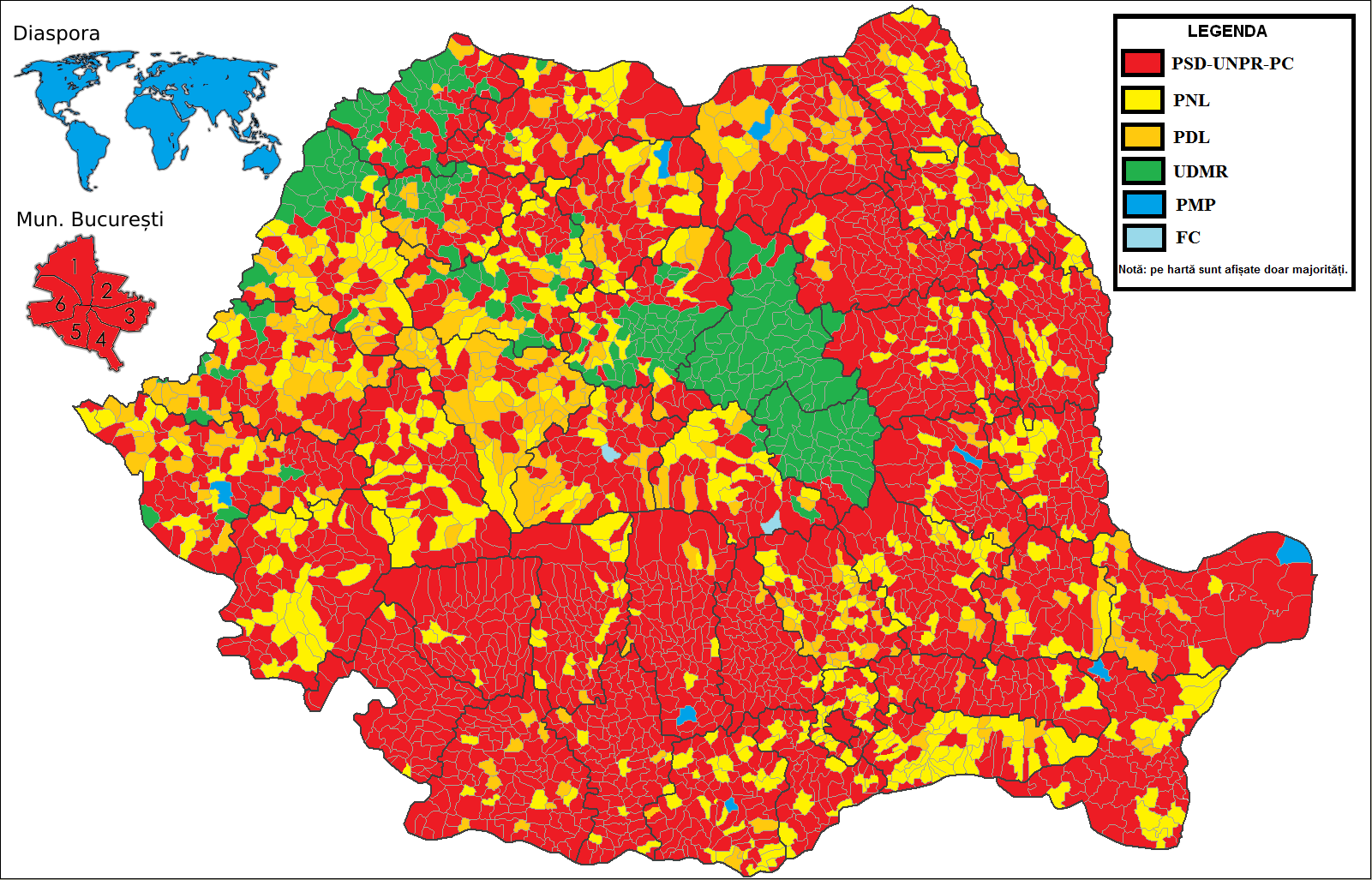
Ergebnisse der Europawahl 2014 in jedem Dorf.

Ergebnisse der Europawahl 2014 nach Wahlbezirken

Die Europawahl in Rumänien 2014 fand im Rahmen der EU-weiten Europawahl 2014 am 25. Mai 2014 statt. In Rumänien wurden 32 der 751 Mitglieder des Europaparlaments gewählt, damit einer weniger als bei der letzten Wahl 2009. 
Es besteht eine Sperrklausel von 5 %. Das aktive Wahlrecht haben alle EU-Bürger ab 18 Jahren, das passive Wahlrecht ab 23 Jahren.

## Kandidaturen
Folgende Listen und Einzelkandidaten wurden von der Wahlbehörde zugelassen.
| Liste | Sitze | Europapartei/-fraktion                                 |
| --- | ----- | ------------------------------------------------------ |
| Uniunea Social Democrată (USD) 1 | 11    | Sozialdemokratische Partei Europas                     |
| Partidul Democrat Liberal (PD-L) | 8     | Europäische Volkspartei                                |
| Partidul Național Liberal (PNL) | 5     | Allianz der Liberalen und Demokraten für Europa        |
| Demokratische Union der Ungarn in Rumänien (UDMR) | 3     | Europäische Volkspartei                                |
| Partidul România Mare (PRM) | 3     | -                                                      |
| Partidul Mișcarea Populară (PMP) 2 | 2 3   | EVP-Fraktion                                           |
| Partidul Poporului – Dan Diaconescu (PP-DD) | -     | 4                                                      |
| Partidul Național Țărănesc Creștin Democrat (PNȚCD) | -     | Europäische Volkspartei                                |
| Forța Civică (FC) 5 | -     | Aufnahme in EVP wird angestrebt                        |
| Partidul Noua Republică (NR) | -     | Allianz der Europäischen Konservativen und Reformisten |
| Partidul Ecologist Român | -     | -                                                      |
| Partidul Verde | -     | Europäische Grüne Partei                               |
| Partidul Socialist Român | -     | Europäische Linke                                      |
| Alianța Națională a Agricultorilor | -     | -                                                      |
| Partidul Dreptății Sociale | -     | -                                                      |
| Unabhängige Kandidaten: - Iulian Capsali - Paul Purea - Peter Costea (unterstützt von Europäische Christliche Politische Bewegung) - Corina Ungureanu - Constantin Filip - Dănuț Liga - Mircea Diaconu (Schauspieler und ehemaliger Kulturminister) - Valentin Dăeanu |       |                                                        |

## Ergebnis
| Listen                                    | Listen                                              | Stimmen    | %    | Mandate |
| ----------------------------------------- | --------------------------------------------------- | ---------- | ---- | ------- |
|                                           | Alianţa Electorală PSD – UNPR – PC                  | 2.093.234  | 37,6 | 16      |
|                                           | Partidul Național Liberal (PNL)                     | 835.531    | 15,0 | 6       |
|                                           | Partidul Democrat Liberal (PD-L)                    | 680.853    | 12,2 | 5       |
|                                           | Demokratische Union der Ungarn in Rumänien (UDMR)   | 350.689    | 6,3  | 2       |
|                                           | Partidul Mișcarea Populară (PMP)                    | 345.973    | 6,2  | 2       |
|                                           | Partidul Poporului – Dan Diaconescu (PP-DD)         | 204.310    | 3,7  | –       |
|                                           | Partidul România Mare (PRM)                         | 150.484    | 2,7  | –       |
|                                           | Forța Civică (FC)                                   | 145.181    | 2,6  | –       |
|                                           | Partidul Ecologist Român (PER)                      | 64.232     | 1,2  | –       |
|                                           | Alianța Națională a Agricultorilor (ANA)            | 53.273     | 1,0  | –       |
|                                           | Partidul Național Țărănesc Creștin Democrat (PNȚCD) | 49.983     | 0,9  | –       |
|                                           | Partidul Verde (PV)                                 | 19.148     | 0,3  | –       |
|                                           | Partidul Noua Republică (PNR)                       | 15.419     | 0,3  | –       |
|                                           | Partidul Dreptății Sociale (PDS)                    | 13.537     | 0,2  | –       |
|                                           | Partidul Alternativa Socialistă (PAS)               | 9.803      | 0,2  | –       |
|                                           | Unabhängige                                         | 534.966    | 9,6  | 1       |
| Gesamt                                    | Gesamt                                              | 5.566.616  | 100  | 32      |
|                                           |                                                     |            |      |         |
| Ungültige Stimmen                         | Ungültige Stimmen                                   | 345.011    | 5,8  |         |
| Wähler                                    | Wähler                                              | 5.911.627  | 32,4 |         |
| Wahlberechtigte                           | Wahlberechtigte                                     | 18.221.061 |      |         |
|                                           |                                                     |            |      |         |
| Quelle: Autoritatea Electorală Permanentă |                                                     |            |      |         |